# Previsão tecnológica
Previsão tecnológica se dedica a predizer o futuro das tecnologias úteis, como máquinas, procedimentos ou técnicas.

## Aspectos importantes
A previsão tecnológica lida, principalmente, com as características da tecnologia, como o nível de performance técnica (exemplificado pela velocidade de uma aeronave militar), a energia consumida em watts de um determinado motor, a precisão de um instrumento de medida, o número de transistors em um chip no ano de 2015, etc. A previsão não objetiva afirmar como tais característica foram obtidas.
Outro ponto a se considerar é que previsão tecnológica lida, geralmente, muito mais com máquinas, procedimentos e técnicas úteis. Assim, com frequência é excluído do domínio da previsão tecnológica aquelas mercadorias, serviços e técnicas voltadas para o luxo.

## Métodos racionais e explícitos
O grande propósito de se citar alternativas, é o de demonstrar que, realmente, não há algo que possa substituir a previsão. Se um tomador de decisões possui diversas alternativas abertas, ele escolherá entre elas tendo como principal critério os resultados mais desejáveis. Logo, inevitavelmente, a decisão deve levar em muita consideração a previsão. O que pode divergir, nesse caso, é o método utilizado para fazer a previsão, podendo ser explícito e racional, ou puramente intuitivo.
Os méritos do método racional são:
1. Eles podem ser ensinados e aprendidos,
2. Eles podem ser descritos e explicados,
3. Eles fornecem um procedimento "seguível" por qualquer que absorveu o treinamento necessário
4. Esses métodos, devido ser sistemático, produz previsões muito similares, independente de quem os utiliza.

O grande mérito do método explícito é o de poder ser revisado por outros, além de poder ser checado quanto à sua consistência. Outro ponto relevante, é que a previsão pode ser revisada em qualquer momento subsequente. Esse tipo de previsão tecnológica recorre 0% à imaginação.

## Outros métodos de previsão tecnológica
Entre os métodos de previsão tecnológica mais adotas, se encontram o método Delphi, previsão por analogia, curvas de crescimento e extrapolação. Métodos normativos de previsão tecnológica, como o diagrama de controle de fluxo, também possuem um emprego considerável.

## Combinação de previsões
Estudo de previsões passadas, revelam que uma das razões mais frequentes de erro é a desconsideração dos campos relacionados, por parte do autor.
Uma dada abordagem técnica pode falhar em obter o nível de precisão previsto para ela, pois uma outra abordagem, ignorada pelo autor da previsão, à excedeu.
A inconsistência entre previsões é um outro problema. Devido aos problemas citados acima, é com frequência necessário combinar previsões de tecnologias diferentes. Assim, ao invés de apenas um método que é mais apropriado em dado caso, é de extrema importância combinar as previsões obtidas por métodos diferentes.
Todos os métodos possuem pontos fortes e pontos fracos. Utilizá-los conjuntamente, é uma maneira de equilibrar as vantagens e desvantagens.

### Motivos para combinar previsões
O primeiro motivo para combinar previsões, da mesma tecnologia, é tentar compensar as fraquezas de um método de previsão, pelos pontos fortes de outro. Além disso, o uso de mais de um método frequentemente prove o previsor com mais conhecimento sobre os processos de trabalhos, os quais são responsáveis pela tecnologia poder ser prevista.

### Curvas de crescimento e de tendências
A combinação entre curvas de crescimento e de tendência é usada com frequência, para muitas tecnologias.
Curvas de crescimento podem ser empregadas para descrever o nível de capacidade funcional alcançado por uma abordagem técnica específica.
O uso combinado de curvas de crescimento e tendências permite ao forecaster (a pessoa que faz previsões) extrair conclusões sobre o crescimento futuro da tecnologia em questão. Essa possibilidade pode ser inalcançável, caso um método seja utilizado isoladamente.
Com o emprego isolado de curvas de crescimento, o forecaster não poderia saber o momento que uma determinada abordagem técnica pode ser suplantada por uma abordagem sucessora. E utilizando as curvas de tendência individualmente, o forecaster não seria capaz de fazer com que uma abordagem técnica específica seja compatível com uma tendência projetada. Essas lacunas são a razão da necessidade de combinar os métodos.